# Harold Ramis
Harold Allen Ramis (Chicago, 21 november 1944 – aldaar, 24 februari 2014) was een Amerikaans acteur-regisseur, schrijver en komiek.
Ramis begon zijn loopbaan als moppenredacteur bij Playboy. Hij behoorde vanaf 1975 tot de eerste groep comedy-acteurs en tekstschrijvers in de satirische tv-show Saturday Night Live. Later speelde hij onder meer Egon Spengler in Ghostbusters (1984) en Russell Ziskey in Stripes (1981). Hij regisseerde onder meer Caddyshack (1980), Groundhog Day (1993) en Analyze This (1999).
Ramis had drie kinderen. Hij overleed aan vasculitis.